# Hélène Devynck
Cet article possède un paronyme, voir Devinck.
Hélène Devynck, née le 28 novembre 1966 à Paris, est une journaliste française de télévision.

## Biographie

### Formation et carrière
Hélène Devynck naît le 28 novembre 1966   dans une famille bourgeoise à Paris. Ses parents sont des scientifiques.
Elle entre à TF1 à la fin des années 1980. Alors qu'elle suit un master de sciences politiques, elle est assistante de Patrick Poivre d’Arvor de 1991 à 1993.
En 1994, elle participe à la création de la chaîne d'information continue LCI, sur laquelle elle présente les journaux dans la tranche 18 h - 20 h de Michel Field et les journaux du soir.
Pendant la saison 2008-2009, elle présente les éditions de l'après-midi de 14 h à 18 h : elle est remplacée aux journaux du soir par Bénédicte Le Chatelier.
En juin 2009, elle rejoint i>Télé, autre chaîne d'information en continu, filiale du groupe Canal +.
En 2010, elle co-fonde avec Jérôme Bertin, ex-présentateur sur LCI, une agence de communication baptisée In&Off.

### Mariage et collaboration avec Emmanuel Carrère
En 2011, elle épouse l'écrivain Emmanuel Carrère, avec qui elle a une fille. Elle devient alors la première lectrice de ses livres, qui mettent souvent en scène sa propre intimité,, comme la mort de sa sœur d'un cancer. Elle apparaît sous son nom dans quatre livres de l'auteur : Un roman russe, Limonov, Le Royaume et D'autres vies que la mienne, dont elle est une « figure pivot ».
En 2019, elle adapte, avec Emmanuel Carrère, le livre de Florence Aubenas Le Quai de Ouistreham pour le film Ouistreham.
Le couple divorce en mars 2020. Dans un entretien au Monde, elle indique que pendant ses quinze ans de vie de couple avec Emmanuel Carrère, elle a travaillé « sur tous ses livres, ses scénarios, ses articles ».

### Controverse autour du romanYoga
Lors de son divorce d'avec Emmanuel Carrère, elle demande à l'écrivain de s'engager par contrat à obtenir son consentement pour la faire figurer dans son œuvre.
Fin août 2020, Emmanuel Carrère sort un roman intitulé Yoga, succès de librairie de la rentrée littéraire 2020 et sélectionné dans la liste pour le prix Goncourt. En septembre la presse débat de l'« ellipse narrative » du roman concernant la séparation de l'auteur et de possibles interventions d'avocats ayant modifié le manuscrit. Cette controverse, susceptible de nuire aux chances du livre auprès du Goncourt, amène Hélène Devynck à publier un droit de réponse dans Vanity Fair début octobre 2020,,. Par la suite, le livre n'est pas retenu dans la seconde liste du prix Goncourt,.

### Enquête visant Patrick Poivre d'Arvor
Le 10 mars 2021, elle est auditionnée par les enquêteurs de la brigade de répression de la délinquance aux personnes (BRDP) dans le cadre des investigations menées à la demande du parquet de Nanterre, saisi à la suite de la plainte pour viols déposée par Florence Porcel contre Patrick Poivre d’Arvor.
Elle raconte ensuite au journal Le Monde le « système industrialisé », de harcèlement sexuel mis en place par Patrick Poivre d'Arvor lorsqu'elle est assistante. Son témoignage, l'un des rares émis par une personne à visage découvert sur les comportements du journaliste, est publié par le quotidien le 16 mars 2021,. Après le classement sans suite, en juin 2021, de la plainte visant Patrick Poivre d’Arvor, elle cosigne une tribune collective dans Le Monde « Nous sommes les prescrites, les classées, les sans-suite ».
Le 8 novembre 2021, elle fait partie des sept femmes témoignant à visage découvert dans les colonnes de Libération, sur des faits de viol, d’agression sexuelle ou de harcèlement sexuel qu’elles disent avoir subis de la part de Patrick Poivre d’Arvor,,.
Elle écrit un livre sur les événements de l'année 2021, Impunité, publié le 23 septembre 2022.

## Filmographie

### Figuration

#### Cinéma
- 2003 : 7 ans de mariage de Didier Bourdon : une présentatrice de LCI[27]
- 2005 : La Moustache d'Emmanuel Carrère : une amie du casino[27]
- 2008 : Le Grand Alibi de Pascal Bonitzer : une journaliste de télévision[27]

#### Télévision
- 2010 : Fracture, d'Alain Tasma : une présentatrice de LCI[27]

### Scénariste
- 2021 : Ouistreham d'Emmanuel Carrère – coscénariste

### Publication
- Impunité, Seuil, 2022  (ISBN 978-2021506594)